# Forgave (skak)
Forgave er et handicap i skak, hvor en stærk spiller spiller uden en eller flere brikker eller giver træk forud, når han møder en svagere spiller, for at gøre spillet mere lige. Man kan også give mindre betænkningstid til den stærkere spiller. Forgave var især populært i det 18. og 19. århundrede, hvor man spillede om penge, og svagere spillere ikke ville spille uden forgave.
En række skakmestre er kendte for at have tilbudt forgave. Bl.a. den uofficielle verdensmester sidst i 1850'erne, Paul Morphy, som undervejs i sin karriere udfordrede alle andre amerikanske spillere til at møde ham med forgave; først med bonde og træk (dvs. at Morphy skulle spille sort), senere med springer og træk. Til sidst i sin aktive karriere ville han ikke spille uden forgave.
Bobby Fischer sagde engang, at han kunne tilbyde springer-forgave til alle kvindelige skakspillere og stadig vinde.
| Skak | Spire Denne skakrelaterede artikel er en spire som bør udbygges. Du er velkommen til at hjælpe Wikipedia ved at udvide den. |